# Городское поселение Провидения
Городско́е поселе́ние Провидения — упразднённое муниципальное образование в Провиденском районе Чукотского автономного округа Российской Федерации.
Административный центр — пгт Провидения.

## История
Статус и границы городского поселения установлены Законом Чукотского автономного округа от 29 ноября 2004 года № 45-ОЗ «О статусе, границах и административных центрах муниципальных образований на территории Провиденского района Чукотского автономного округа»
Законом Чукотского автономного округа от 20 октября 2010 года № 89-ОЗ, были преобразованы, путём их объединения, городское поселение Провидения, сельское поселение Новое Чаплино и сельское поселение Сиреники — в городское поселение Провидения с административным центром в посёлке городского типа Провидения.
Законом Чукотского автономного округа от 8 июня 2015 года № 51-ОЗ, все муниципальные образования Провиденского района — городское поселение Провидения, сельское поселение Янракыннот, сельское поселение Нунлигран, сельское поселение Энмелен — были объединены в Провиденский городской округ.

## Население
| 2010 | 2012  | 2013  | 2014  | 2015  |
| ---- | ----- | ----- | ----- | ----- |
| 1970 | ↗2874 | ↘2798 | ↗2805 | ↗2814 |

## Состав городского поселения
| № | Населённый пункт | Тип населённого пункта      | Население |
| - | ---------------- | --------------------------- | --------- |
| 1 | Новое Чаплино    | село                        | ↗425      |
| 2 | Провидения       | пгт, административный центр | ↘2193     |
| 3 | Сиреники         | село                        | ↘325      |